# Пинеровское муниципальное образование
Пинеровское муниципальное образование — городское поселение в Балашовском районе Саратовской области Российской Федерации.
Административный центр — пгт Пинеровка.

## История
Статус и границы городского поселения установлены Законом Саратовской области от 27 декабря 2004 года № 101-ЗСО «О муниципальных образованиях, входящих в состав Балашовского муниципального района».

## Население
| 2009  | 2010  | 2011  | 2012  | 2013  | 2014  | 2015  |
| ----- | ----- | ----- | ----- | ----- | ----- | ----- |
| 3469  | ↗4035 | ↗4046 | ↘4034 | ↘4006 | ↗4036 | ↗4100 |
| 2016  | 2017  | 2018  | 2019  | 2020  | 2021  | 2025  |
| ↗4135 | ↘4126 | ↘4054 | ↘4036 | ↘3977 | ↘3835 | ↘3687 |

## Состав городского поселения
| № | Населённый пункт | Тип населённого пункта      | Население |
| - | ---------------- | --------------------------- | --------- |
| 1 | Алмазово         | село                        | ↘471      |
| 2 | Лопатино         | село                        | 69        |
| 3 | Никольевка       | деревня                     | 53        |
| 4 | Пинеровка        | пгт, административный центр | ↘3224     |